# Thạnh Trị, Vĩnh Long
Thạnh Trị là một xã thuộc tỉnh Vĩnh Long, Việt Nam.

## Địa lý
Xã Thạnh Trị có vị trí địa lý:
- Phía đông giáp xã Bình Đại và Thạnh Phước.
- Phía tây giáp xã Lộc Thuận và Châu Hưng.
- Phía nam giáp các xã Châu Hòa, Mỹ Chánh Hòa và Tân Xuân, ranh giới là sông Ba Lai
- Phía bắc giáp tỉnh Đồng Tháp, ranh giới là sông Mỹ Tho.

Xã Thạnh Trị có diện tích 73,26 km², dân số năm 2025 là 29.457 người, mật độ dân số đạt 402 người/km².

## Lịch sử
Ngày 16 tháng 6 năm 2025, Ủy ban Thường vụ Quốc hội ban hành Nghị quyết số 1687/NQ-UBTVQH15 về việc sắp xếp các đơn vị hành chính cấp xã của tỉnh Vĩnh Long năm 2025. Theo đó, sắp xếp toàn bộ diện tích tự nhiên, quy mô dân số của các xã Thạnh Trị, Định Trung và Phú Long thành xã mới có tên gọi là xã Thạnh Trị.
Sau khi sáp nhập, xã Thạnh Trị có 73,26 km² diện tích tự nhiên và dân số 29.457 người.

## Kinh tế - xã hội
Người dân chủ yếu làm nghề nuôi tôm cá nước mặn và trồng trọt.
Cuối năm 2016, trạm y tế xã được tiến hành xây mới và dự định hoàn thành vào cuối năm 2017.